# Macedo de Cavaleiros (freguesia)
A Freguesia de Macedo de Cavaleiros é uma freguesia portuguesa do Município de Macedo de Cavaleiros com 15,34 km² de área e 6137 habitantes (censo de 2021), tendo, por isso, uma densidade populacional de 400,1 hab./km².

## Demografia
A população registada nos censos foi:
| Distribuição da População por Grupos Etários | Distribuição da População por Grupos Etários | Distribuição da População por Grupos Etários | Distribuição da População por Grupos Etários | Distribuição da População por Grupos Etários |
| -------------------------------------------- | -------------------------------------------- | -------------------------------------------- | -------------------------------------------- | -------------------------------------------- |
| Ano                                          | 0-14 Anos                                    | 15-24 Anos                                   | 25-64 Anos                                   | > 65 Anos                                    |
| 2001                                         | 1098                                         | 1016                                         | 3260                                         | 713                                          |
| 2011                                         | 1011                                         | 694                                          | 3530                                         | 1022                                         |
| 2021                                         | 759                                          | 708                                          | 3244                                         | 1426                                         |

## Património
- Solar Moura Pegado e Solar Sousa Barroso – Travanca